# Киркиль
Киркиль — река в России, протекает в Предгорном районе Ставропольского края.

## Этимология
По мнению кандидата исторических наук В. А. Фоменко гидроним Киркиль мог отражать название всей близлежащей местности. Доктор исторических наук Р. Х. Керейтов полагает, что он образован от ногайских слов кырык — «сорок» и эль — «селение, аул» (буквально: «сорок аулов»), и «свидетельствует о плотной заселённости этой части прикумских степей ногайцами» в XIX веке.

## География и гидрология
Устье реки Киркиль находится в 720 км по правому берегу реки Кумы, у станицы Суворовской; исток расположен в 3 км юго-восточнее посёлка Свобода (ранее носил название Свободный Киркиль). Длина реки составляет 19 км, площадь водосборного бассейна — 126 км². Киркиль имеет 10 основных притоков общей длиной 29 км (самый крупный — левый, впадает с северной стороны населённого пункта Свобода).

## Данные водного реестра
По данным государственного водного реестра России относится к Западно-Каспийскому бассейновому округу, водохозяйственный участок реки — Кума от истока до впадения реки Подкумок. Речной бассейн реки — Бессточные районы междуречья Терека, Дона и Волги. Код водного объекта — 07010000312108200001587.